# Resolució 976 del Consell de Seguretat de les Nacions Unides
La Resolució 976 del Consell de Seguretat de les Nacions Unides, adoptada per unanimitat el 8 de febrer de 1995, després de reafirmar la resolució 696 (1991) i totes les resolucions posteriors sobre Angola, el Consell va autoritzar l'establiment d'una nova missió de pau al país, la Tercera Missió de Verificació de les Nacions Unides a Angola (UNAVEM III) amb un mandat inicial que acabaria el 8 d'agost de 1995.
El protocol de Lusaka va ser subscrit el 20 novembre de 1994 i la seva importància i aplicació fou acceptada tant pel govern d'Angola com UNITA. El Consell ha donat la benvinguda a un alto el foc que ha entrat en vigor i que és observat. No obstant això, la implementació del protocol s'ha retardat i els líders de les dues parts, José Eduardo dos Santos i Jonas Savimbi s'han instat a construir un impuls polític a fi d'assolir l'èxit de l'acord. Angola ha oferit contribuir substancialment en el cost de l'operació de manteniment de la pau de les Nacions Unides al país, i això ha estat elogiat pel Consell de Seguretat. A més, una delegació de l'Organització d'Unitat Africana havia visitat el país.
L'UNAVEM III es va establir per tal d'ajudar a restaurar la pau i promoure la reconciliació nacional. Tenia un desplegament màxim de 7.000 soldats, 350 observadors militars i 260 policies observadors. Els dos últims grups es desplegarien immediatament per supervisar l'alto el foc, mentre que les unitats d'infanteria es desplegarien quan hi hagués un cessament de les hostilitats, una disposició de totes les dades rellevants i on es col·locarien les forces d'UNITA. També destacà importància d'un programa de desminatge i l'establiment d'una estació de ràdio de les Nacions Unides. Es va demanar al secretari general Boutros Boutros-Ghali un informe mensual sobre el mandat de la UNAVEM III i l'aplicació del Protocol de Lusaka. Si les parts no cooperaven, el paper de les Nacions Unides a Angola seria revisat; ai hi hCI cooperació, UNAVEM III acabaria després que el Protocol de Lusaka fos implementat totalment, s'esperava que al febrer de 1997.
Es donava la benvinguda a les contribucions dels Estats membres, organismes de les Nacions Unides i organitzacions no governamentals, i el Consell va reafirmar que tots els països que havien d'observar l'embargament d'armes a UNITA establert per la resolució 864 (1993). La prohibició total d'armes va ser rebutjada per Brasil i Rússia. En aquest sentit, les dues parts es van instar a deixar d'adquirir armes i material, i en comptes dedicar recursos a les necessitats humanitàries. Angola també va demanar signar un Status of Forces Agreement amb les Nacions Unides el 20 de març de 1995. Finalment, totes les parts foren requerides per garantir la seguretat i llibertat de moviments de la UNAVEM III i la resta del personal.